# Новая Пичеморга
 Новая Пичеморга — село Торбеевского района Республики Мордовия в составе Хилковского сельского поселения. 

## География
Находится на расстоянии примерно 14 километра по прямой на север от районного центра поселка Торбеево.

## История
Известно с 1694 года. В 1869 году было учтено как казенное село Спасского уезда из 36 дворов.

## Население
Постоянное население составляло 99 человек (мордва-мокша 98%) в 2002 году, 64 в 2010 году .